# Sven Mikser

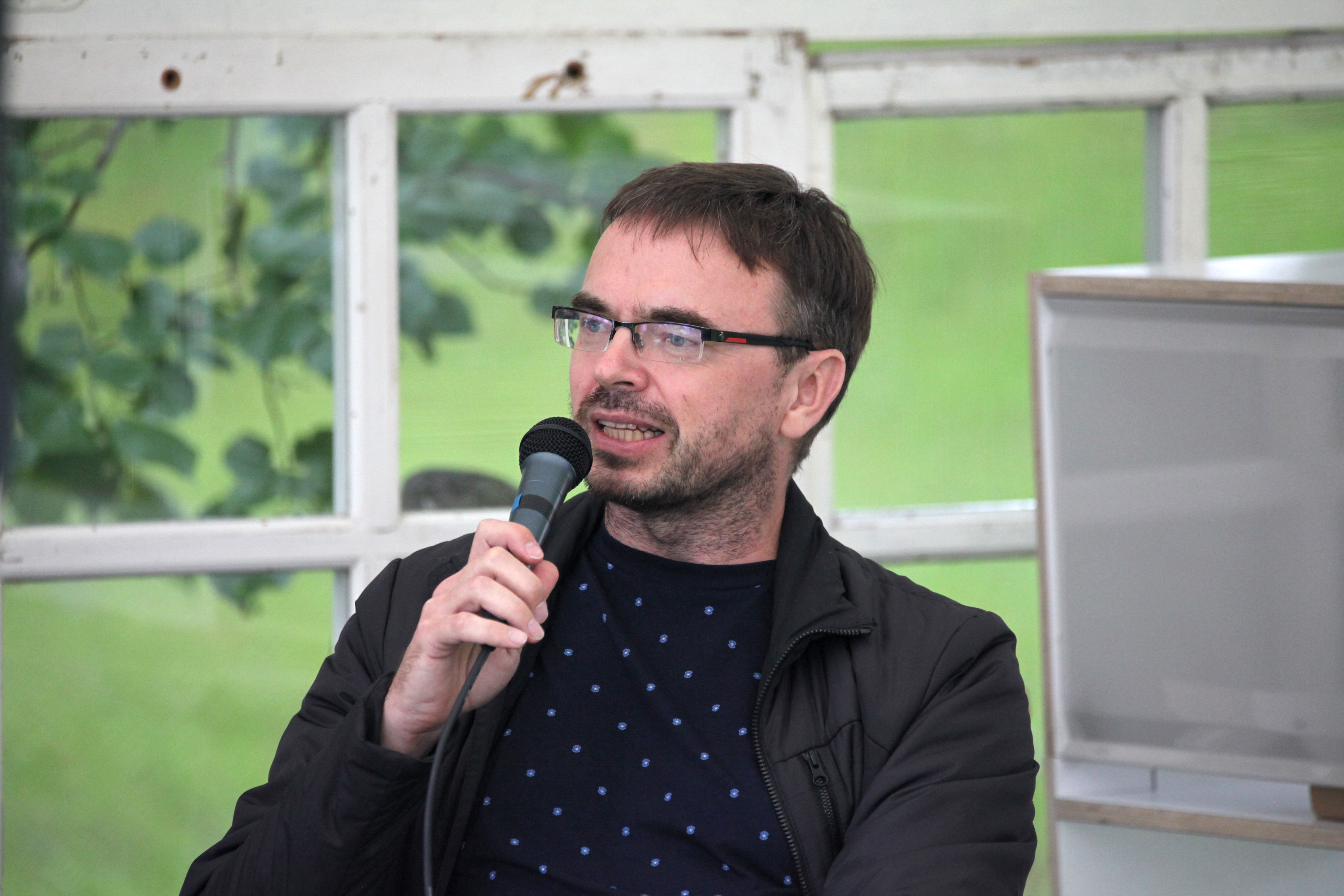
Sven Mikser (2021)

Sven Mikser (sinh ngày 8 tháng 11 năm 1973 tại Tartu) là chính trị gia người Estonia.

## Sự nghiệp
Với tư cách là thành viên Đảng Trung tâm Estonia từ năm 2002 đến năm 2003, Mikser giữ chức bộ trưởng quốc phòng trong nội các của Siim Kallas.
Mikser là lãnh đạo Đảng Dân chủ Xã hội Estonia từ ngày 16 tháng 10 năm 2010 đến ngày 30 tháng 5 năm 2015. Ông là bộ trưởng quốc phòng từ ngày 26 tháng 3 năm 2014 trong nội các thứ nhất và thứ hai của Taavi Rõivas. Gần đây nhất từ ngày 23 tháng 11 năm 2016, ông đảm nhiệm cương vị bộ trưởng ngoại giao trong nội các của Jüri Ratas.